# متحف دنفر للفنون
متحف دنفر للفنون (بالإنجليزية: Denver Art Museum)‏، هُو متحف فني يقع في منطقة دينفر سيفيك سنتر [الإنجليزية] في مدينة دنفر بولاية كولورادو الأمريكية. يضُم المتحف داخل أجنحته أكثر من 70 ألف معروض، ويُعد أحد أكبر المتاحف الفنية بين الساحل الغربي وشيكاغو. يشتهر المعرض بتوفره على مجموعة مُهمة من المعروضات من فنون شعوب الأمريكيتين الأصلية، إضافة إلى تواجد معهد بيتري للفن الغربي الأمريكي داخله، والذي يُشرف على معروضات الفن الأمريكي الغربي بالمتحف. صُمم المبنى الرئيسي للمُتحف، والذي يُسمى حاليا بمبنى مارتن بينما كان يُعرف سابقًا باسم المبنى الشمالي، صُمم على يد المهندس المعماري الإيطالي الشهير جيو بونتي في عام 1971.
في 2018، انطلق مشروع لتجديد وترميم مرافق المُتحف بقيمة 150 مليون دولار، حيث تضمن المشروع إنشاء مساحات عرض جديدة ومطعمين ومركز ترحيب جديد.

## تاريخ

### 1893-1923
ترجع أصول فكرة تأسيس المتحف إلى نادي دنفر للفنانين الذي تأسس سنة 1893. أعاد النادي سنة 1917 تسمية نفسه باسم جمعية دنفر للفنون، وافتتحت الجمعية معارضها الأولى في مبنى المدينة والمقاطعة بعد ذلك بسنتين. في سنة 1922، انتقل معرض المُتحف إلى تشابل هاوس الواقع في شارع لوغان، والذي تبرع به كُل من السيد جورج كرانمر والسيد ديلوس تشابل لصالح الجمعية. في 1923، غيرت جمعية دنفر للفنون اسمها إلى متحف دنفر للفنون.

### 1948-1974
في 1948، اشترت إدارة متحف دنفر للفنون مبنى جديدا في الجادة 14 على الجُزء الجنوبي من سيفيك سنتر بارك. تولى المُهندس المعماري بورنهام هويت تجديد المبنى، وافتُتح سنة 1949 باسم معرض شلاير التذكاري. مثل المعرض الجديد إضافة مهمة، لكن بالرغم من ذلك ظلت إدارة المتحف تسعى إضافة مساحات عرض أخرى، خُصوصا بعد تبرع مُؤسسة صامويل هنري كريس بثلاث مجموعات تُقدر قيمتها بأكثر من مليوني دولار، لكن بشرط أن تبني إدارة المتحف مبنى جديدا يُمكنه إيواء هذه الأعمال. طلبت إدارة المتحف من سلطات مدينة ومُقاطعة دنفر المساعدة في تغطية تكاليف مشروع إنشاء المبنى الجديد، لكن في سنة 1952 لم يحظى قرار الدعم المالي بالأصوات الكافية من أجل اعتماده. على الرغم من هذه الانتكاسة، استمرت إدارة المُتحف في جمع الأموال، وافتُتح المبنى الجديد سنة 1954 باسم الجناح الجنوبي والمعروف حاليا باسم جناح باخ. بعد بنائه، تسملت إدارة المتحف المجموعات الثلاث التي تبرعت بها مؤسسة كريس.
افتُتح المبنى الشمالي سنة 1971، وهو مبنى مُكون من سبعة طوابق وتبلغ مساحته 210 آلاف قدم مربع. صُمم المبنى على يد المُهندس المعماري الإيطالي جيو بونتي، بالشراكة مع شركة جيمس سودلر وشركائه للهندسة المعمارية التي مقرها بدنفر. علق بونتي على مشروع المبنى بالقول: "الفن كنز، وهذه الجدران الرقيقة ولكن الغيورة تدافع عنه." يُعد تصميم المبنى الشمالي للمتحف العمل الوحيد الذي اشتغل عليه بونتي في الولايات المتحدة، وقد اعتمد في تصميمه على أنماط وأساليب معمارية جديدة. تتألف واجهة مبنى المتحف الشبيه بالقلعة من 24 جانبًا، وغُطي السطح الخارجي للمبنى بأكثر من مليون بلاط زجاجي [الإنجليزية] عاكس للضوء.
أُدرج المتحف في السجل الوطني للأماكن التاريخية بالولايات المتحدة الأمريكية.

### 2006 - الحاضر
في سنة 2006، أُضيف للمتحف كل من جناح دونكان ومبنى فريدريك هاميلتون [الإنجليزية]. أُنشئ جناح دونكان، وهو عبارة عن طابق ثان تبلغ مساحته 5700 قدم مربعة، لاستيعاب الزوار الذين ينتقلون عبر الجسر بين مبنى هاميلتون الجديد والمبنى الشمالي. صُمم هذا الجناح بشكل يُناسب الأطفال والعائلات، كما أنه مُناسب أيضًا لاستضافة أحداث وفعاليات أخرى على غرار حفلات الزفاف والمناسبات العائلية.
في ديسمبر 2016، أعلن متحف دنفر للفنون عن مشروع لتجديد وترميم مرافق المُتحف بقيمة 150 مليون دولار، حيث تضمن المشروع إعادة فتح مبنى مارتن وإنشاء مساحات عرض جديدة ومطعمين ومركز ترحيب جديد. تولى تصميم المشروع الجديد المُهندس المعماري ماكادو سيلفيتي بالشراكة مع شركة فينتريس للهندسة المعمارية التي مقرها في دنفر. انتهت أشغال مشروع التجديد في 2021، لكن قبلها في 2019 كان قد هُدم جناح دونكان.

### مبنى هاميلتون

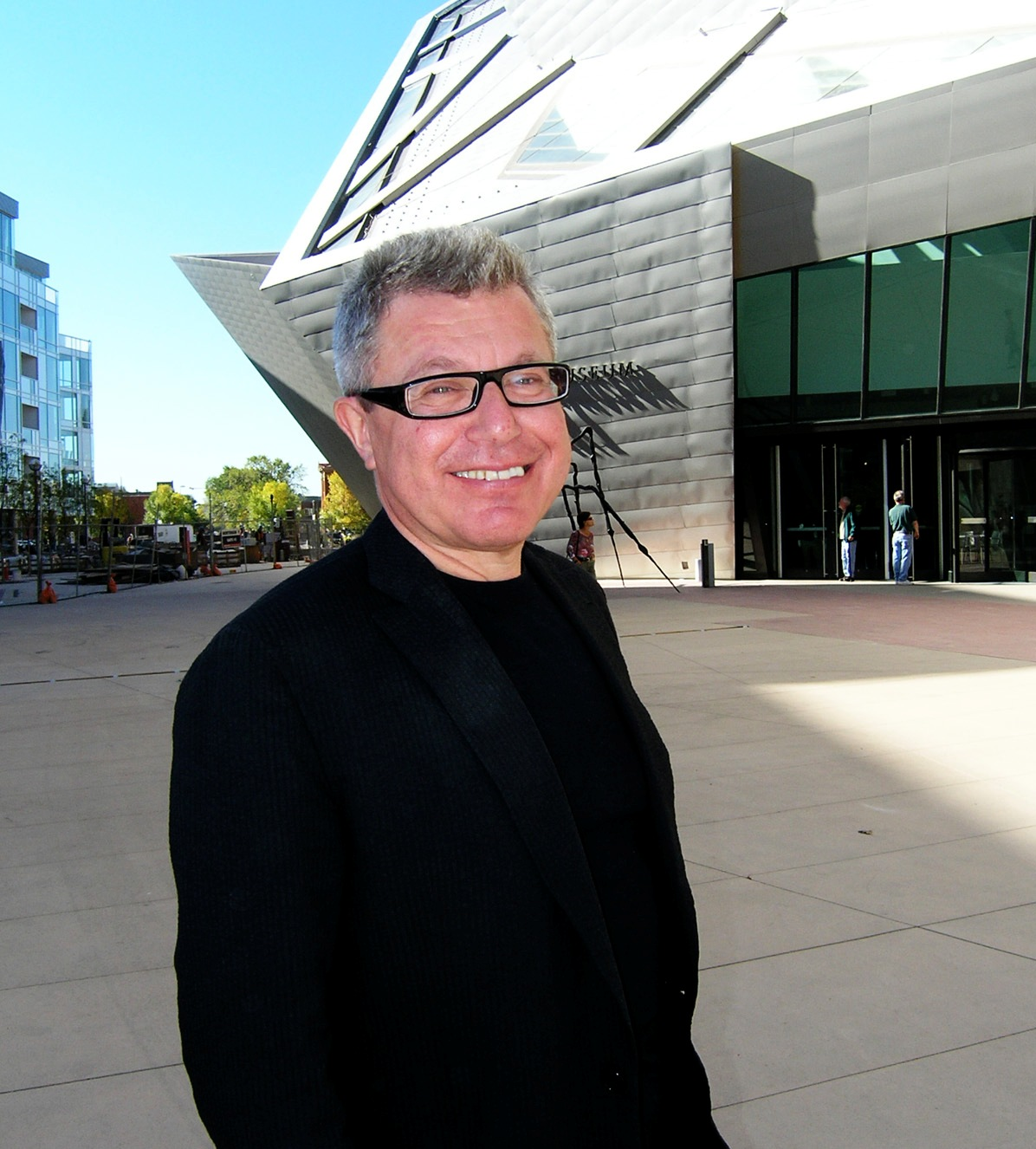
صُمم مبنى هاميلتون على يد المهندس المعماري دانيال ليبسكيند.

يضم مبنى فريدريك هاميلتون عدة أجنحة هي جناح الفن الحديث والمعاصر، وجناح الفن الأفريقي، وجناح الفن الأوقيانوسي، إضافة إلى جزء من جناح الفن الأمريكي الغربي ومساحات عرض خاصة. صُمم المبنى بشكل مُشترك مابين شركة استوديو دانيال ليبسكايند وشركة ديفيس بارتنرشيب للهندسة المعمارية، وافتُتح في 7 أكتوبر 2006. الواجهة الخارجية للمبنى مُغطاة بكُل من الزجاج والتيتانيوم، والمبنى ككُل معترف به من قبل المعهد الأمريكي للمهندسين المعماريين كمشروع ناجح في مجال نمذجة معلومات البناء. يُعتبر مبنى هاميلتون أول مبنى كامل تُصممه شركة دانيال ليبسكايند في الولايات المتحدة. كما يُعد المبنى المدخل الرئيسي لبقية مرافق المتحف، وهُو مُكون من أربعة طوابق، وتبلغ مساحته 146 ألف قدم مربع. ضاعف هذا المبنى الجديد من المساحة الكلية للمتحف، ما سمح بتوفر مساحة أكبر لعرض مجموعات فنية أكثر.
صُمم مبنى هاملتون بشكل زاوي في اتجاهات عديدة، والمبنى ككُل مدعوم بهيكل يزن 2740 طنًا يحتوي على أكثر من 3100 قطعة من الفولاذ، بينما يبلغ ارتفاع إحدى زوايا المبنى 100 قدم عن سطح الأرض.
على غرار سقف مطار دنفر الدولي، صُمم مبنى هاميلتون ليُحاكي الزوايا الحادة لسلسلة جبال الروكي القريبة. صرح المهندس المعماري دانيال ليبسكيند بخصوص تصميم المبنى: "لقد ألهمتني إضاءة وتضاريس سلسلة جبال الروكي، ولكن ما ألهمني أكثر من ذلك كله هو ملامح وجوه سُكان دنفر."

#### السياق
فيما يتعلق بتصميم المبنى، علق ليبسكيند قائلاً: "لم يتم تصميم المشروع كمبنى مستقل ولكن كجزء من تكوين الأماكن العامة والمعالم الأثرية والبوابات في هذا الجزء التاريخي من المدينة، مما يساهم في تناسق وانسجام هذه المباني."
صمم ليبسكيند أيضا ساحة أمام مبنى المتحف، وُضعت فيها عدة منحوتات على غرار تمثال "بقر وعجل أغنوس الاسكتلندي" (بالإنجليزية: Scottish Angus Cow and Calf)‏ للنحات دان أوسترميلر [الإنجليزية]، ومنحوتة "بيغ سويب" (بالإنجليزية: Big Sweep)‏ للنحاتين كوشي فان بروخن [الإنجليزية] وكليس أولدنبورغ، ومنحوتة "دنفر مونوليث" (بالإنجليزية: Denver Monoliths)‏ للنحات بيفرلي بيبر [الإنجليزية].

#### الجوائز
نظرًا للتكوين المُميز للفولاذ المُستخدم في تشييد المبنى، حصل مشروع توسعة مبنى هاميلتون في متحف دنفر للفنون سنة 2007 على الجائزة الرئاسية للتميز من المعهد الأمريكي للإنشاءات الفولاذية (صنف التصميم المبتكر في الهندسة والعمارة باستخدام الفولاذ الإنشائي)، وذلك من طرف المعهد الأمريكي لتشييد الفولاذ.

### الفن الأوروبي والأمريكي قبل عام 1900

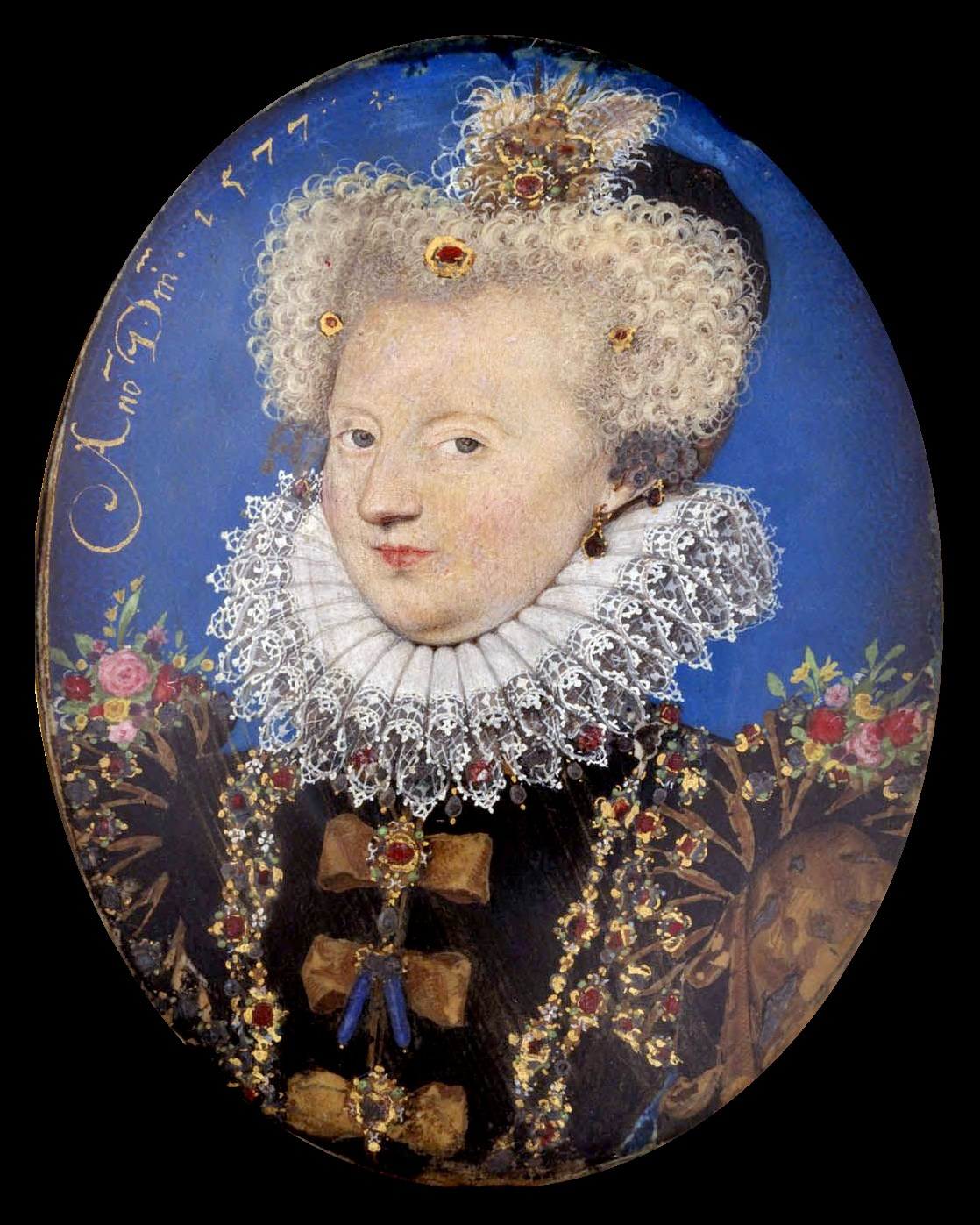
لوحة فنية تُجسد مارغريت من فالوا، ملكة نافارا، رسمها الفنان نيكولاس هيليارد، وهي ضمن مجموعة بيرغر.

## مجموعات مختارة

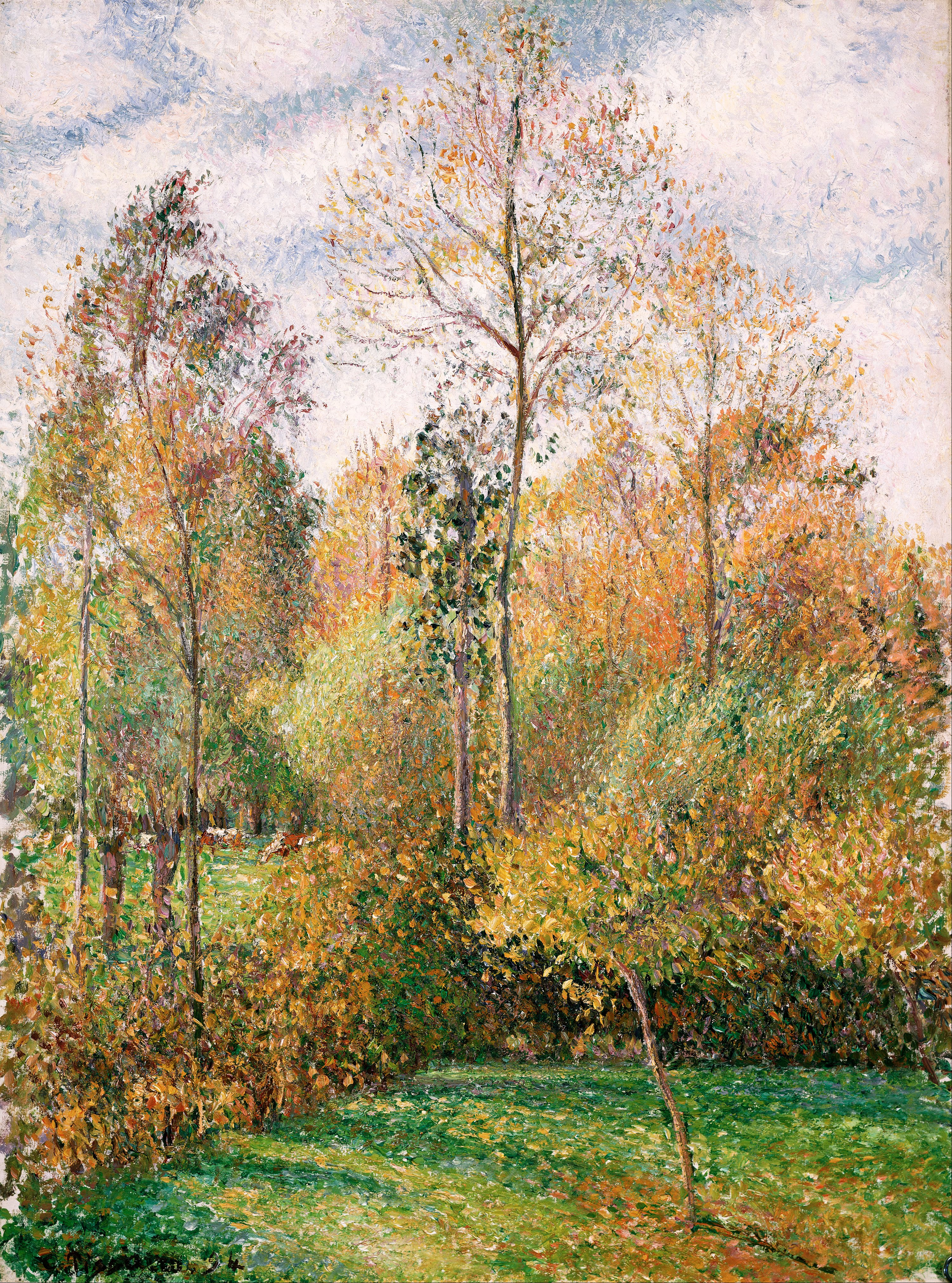
كاميل بيسارو
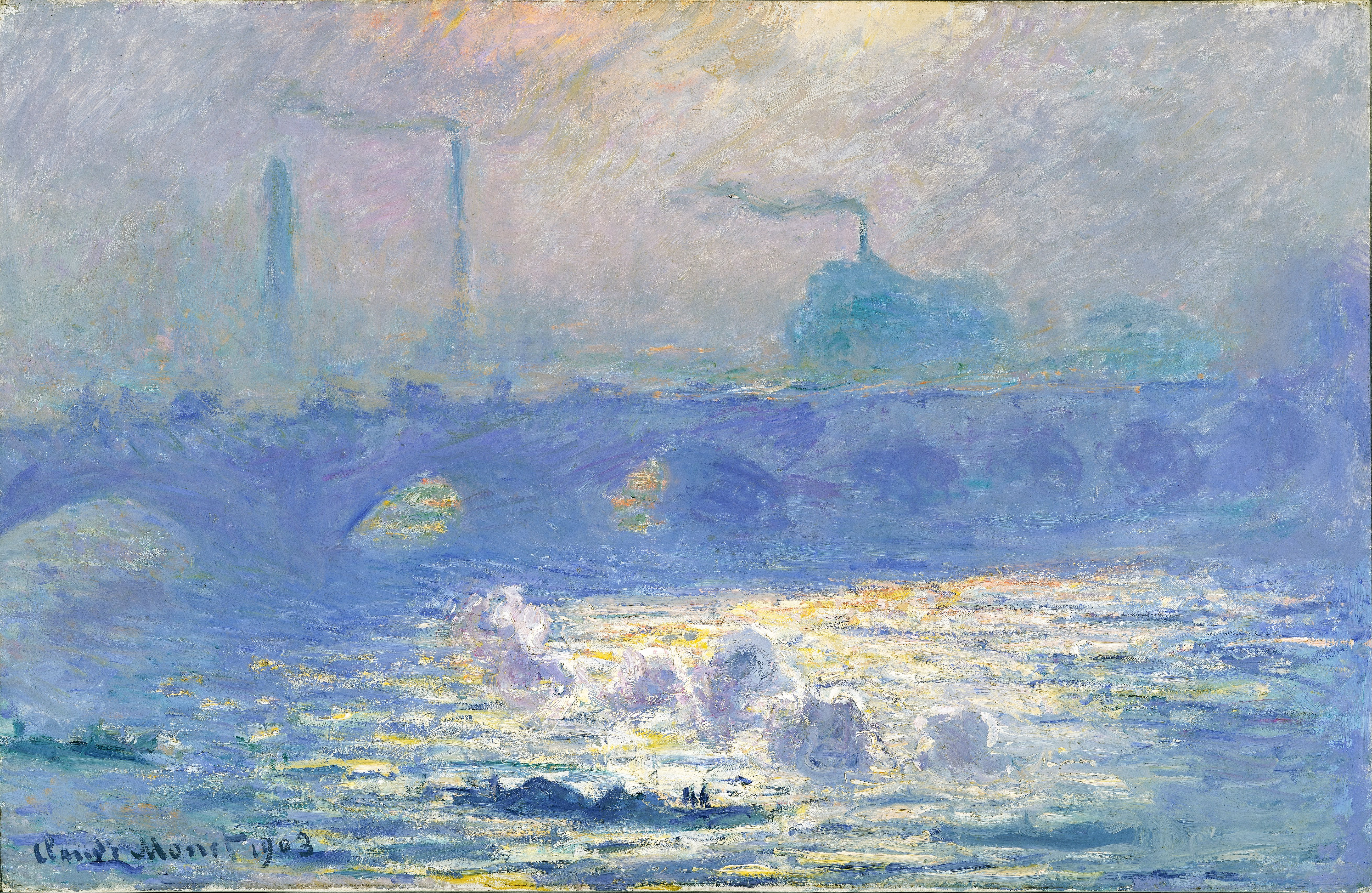
كلود مونيه
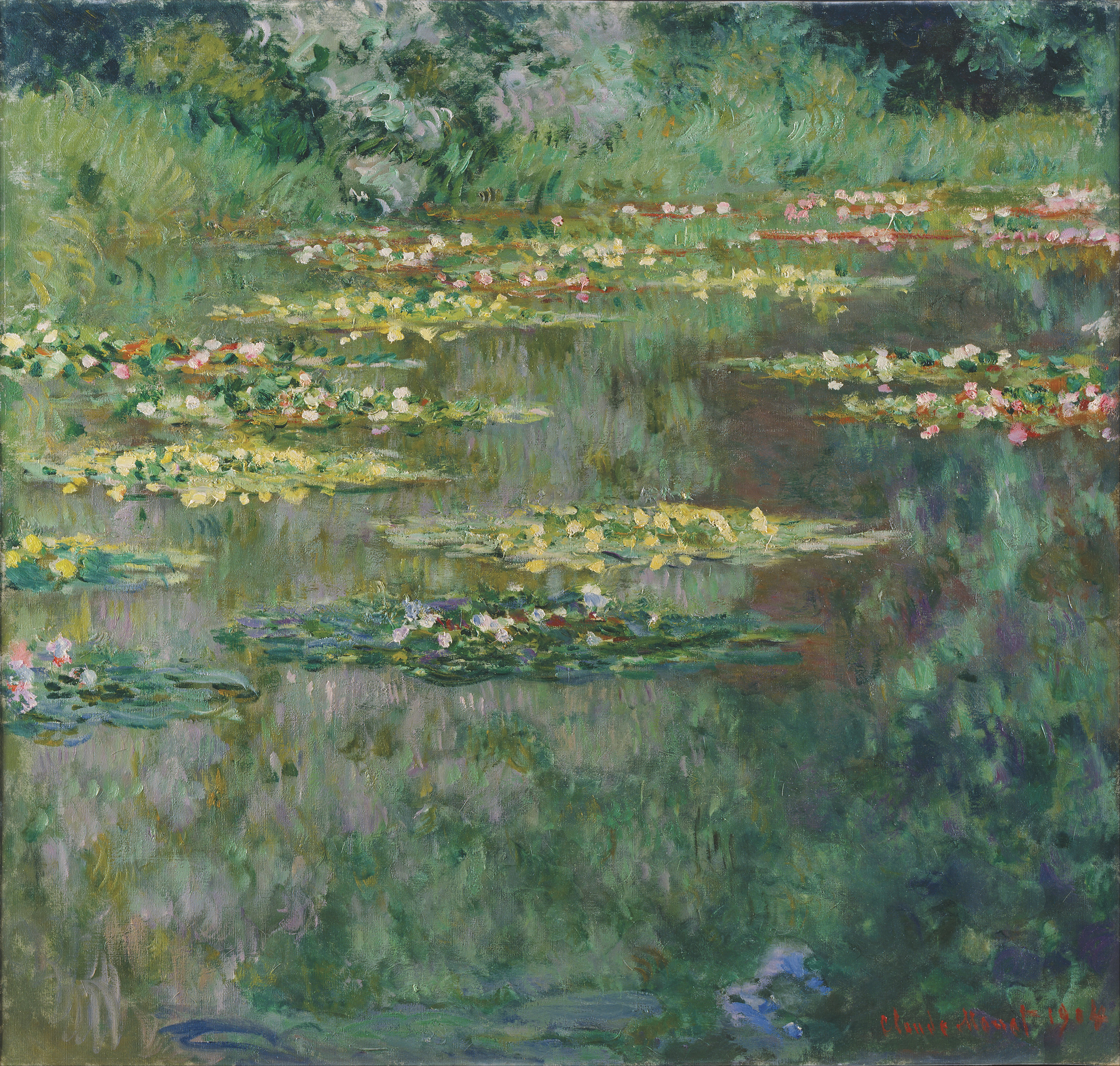
كلود مونيه
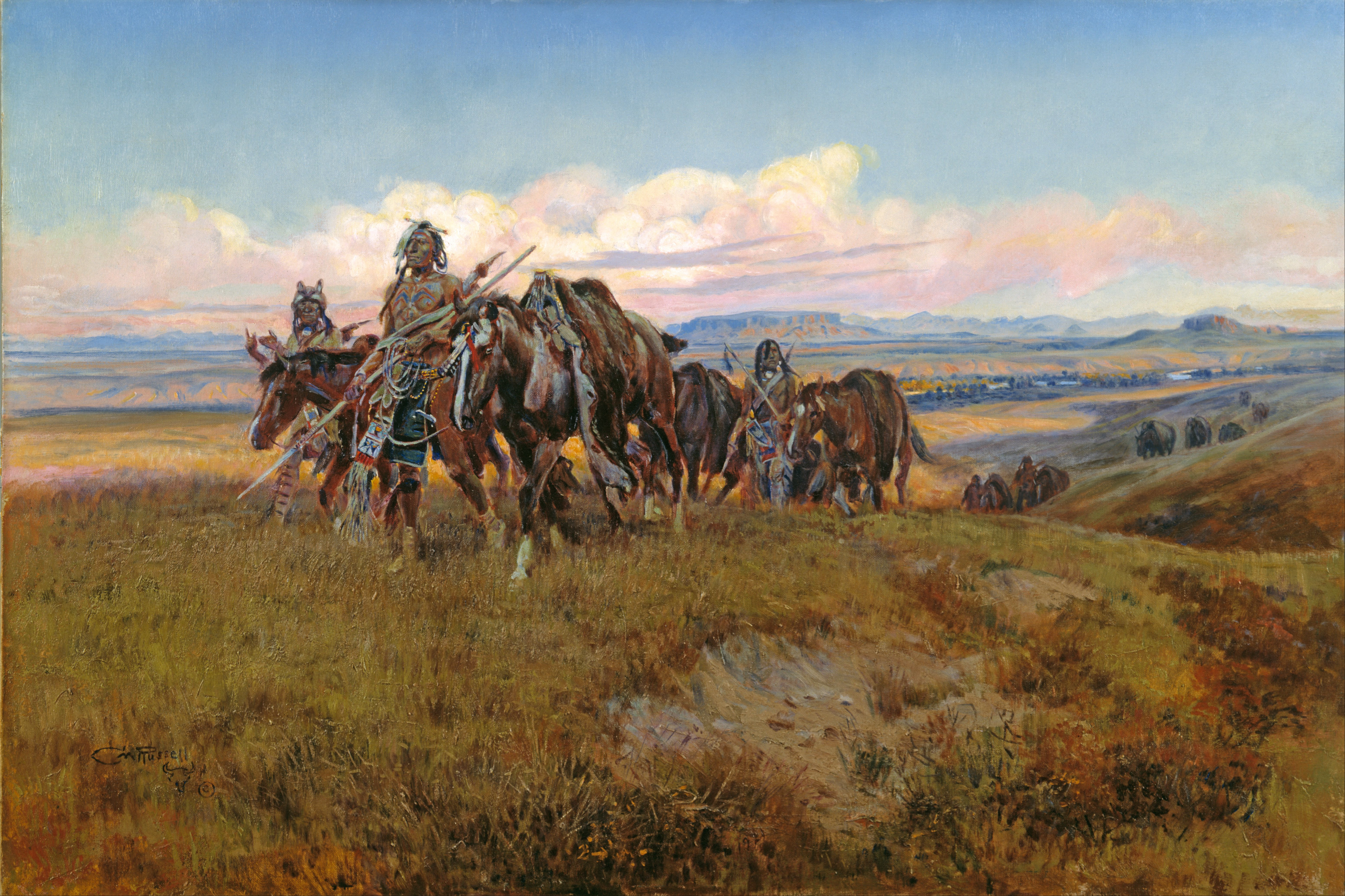
تشارلز ماريون راسل